# José Luis Elorriaga
José Luis Elorriaga, né le 11 août 1944 à Fruiz et mort le 7 mars 1997 dans la même commune, est un coureur cycliste espagnol.

## Biographie
José Luis Elorriaga intègre l'équipe Ferrys en 1968. L'année suivante, il rejoint la formation Karpy. Avec cette structure, il s'impose sur une étape du Tour du Levant, grâce à une échappée. Il participe également au Tour d'Espagne, son seul grand tour. Sa carrière cycliste prend fin en 1970. 
Il meurt en 1997 dans un accident de la circulation.

## Palmarès
- 1966
  - Prueba Alsasua
- 1967
  - Prueba Alsasua
- 1968
  - Vuelta a La Reigada
  - Trofeo La Calzada
- 1969
  - 2e étape du Tour du Levant

## Résultats sur les grands tours

### Tour d'Espagne
1 participation
- 1969 : abandon (12e étape)